# Phyllopentas schumanniana
Phyllopentas schumanniana là một loài thực vật có hoa trong họ Thiến thảo. Loài này được (K.Krause) Kårehed & B.Bremer mô tả khoa học đầu tiên năm 2007.